# NGC 3399
NGC 3399 este o galaxie lenticulară situată în constelația Leul. A fost descoperită în 1 aprilie 1864 de către Albert Marth. Se află la o distanță de 96,89 de megaparseci de Pământ.